# Baban Tapki
Baban Tapki (auch: Baban Tabki, Babantapki, Baban Tapki Haoussa, Babban Tabki, Babban Tapki) ist ein Dorf im Arrondissement Zinder V der Stadt Zinder in Niger.

## Geographie
Das von einem traditionellen Ortsvorsteher (chef traditionnel) geleitete Dorf befindet sich südlich des Stadtzentrums im ländlichen Gemeindegebiet von Zinder, der Hauptstadt der gleichnamigen Region Zinder. Die Nachbardörfer von Baban Tapki sind Angoual Géré im Nordwesten, Doroyi im Norden, Tambari Dan Kabao im Osten, Rigal Kalla im Südwesten und Delko im Westen.
Wie im gesamten Gemeindegebiet von Zinder herrscht das Klima der Sahelzone vor, mit einer durchschnittlichen jährlichen Niederschlagsmenge zwischen 300 und 400 mm.

## Geschichte
Sultan Ibrahim dan Sélimane von Zinder, der von 1822 bis 1841 und von 1843 bis 1850 regierte, ermunterte Tuareg aus dem Aïr sich in seinem Sultanat anzusiedeln. Er stellte deren versklavten Ackerbauern, den Iklan, Land bei den Dörfern Baban Tapki, Dogo, Droum, Gouna und Zermou zur Verfügung. James Richardson erwähnte Baban Tapki im Bericht von seiner Afrikareise in den Jahren 1850 und 1851 als eine Viertelstunde von Zinder entfernte Ortschaft. Ende des 19. Jahrhunderts boten die Märkte von Baban Tapki und weiteren Dörfern in der Region dem in der Stadt Zinder ansässigen bedeutenden Händler Malan Yaroh jene Handwerksprodukte, Pelze, Tierhäute und Henna, die er für den Transsaharahandel benötigte. Malan Yaroh ließ Bauern und Handwerker aus Baban Tapki und anderen Dörfern auch direkt Waren für den Maghreb produzieren. Er versorgte sie mit Rohstoffen und erhielt daraus hergestellte Produkte wie verarbeitete Baumwolle, Korbwaren und Gerbereiprodukte.

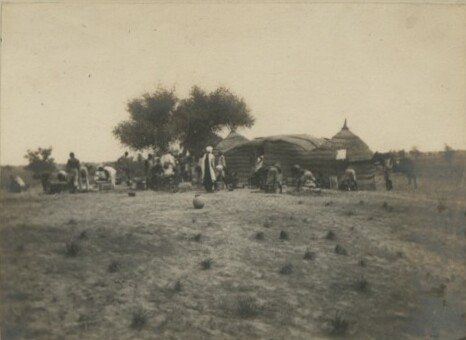
Grashütten in Baban Tapki während der Kolonialzeit

Baban Tapki wurde noch vor 1914 zum Hauptort eines Kantons in der französischen Kolonie Niger, an dessen Spitze ein der Kolonialverwaltung unterstehender traditioneller Herrscher stand. Die 227 Kilometer lange Piste für Reiter zwischen den Städten Zinder und Kano, die durch Baban Tapki führte, galt in den 1920er Jahren als einer der Hauptverkehrswege der Kolonie Niger. Der Naturforscher Angus Buchanan, der sich Anfang 1920 im Ort aufhielt, berichtete von reichlich Brunnenwasser und einer vergleichsweise üppigen Vegetation, einschließlich mehrerer kleiner Dattelhaine. Mit 6640 Einwohnern im Jahr 1926 war Baban Tapki nicht viel kleiner als die spätere Regionalhauptstadt Zinder, die damals 7176 Einwohner zählte. In den 1950er Jahren kam es in den Kantonen Baban Tapki, Dogo und Droum wiederholt zu Unruhen, die gegen die von der Zentralverwaltung eingesetzten traditionellen Herrscher gerichtet waren.
Bei einer Untersuchung im Jahr 1990 wurde beim Befall mit der Saugwürmer-Art Schistosoma haematobium unter den 10- bis 13-Jährigen im Ort eine Prävalenz von 80 Prozent festgestellt. Baban Tapki wurde der Hauptort der 2002 gegründeten Stadtgemeinde (commune urbaine) Zinder V. Die Stadt Zinder war als Gemeindeverbund (communauté urbaine) organisiert, mit Zinder V als einer der fünf Mitgliedsgemeinden. Der Gemeindeverbund wurde 2010 in eine Stadt (ville) beziehungsweise Gemeinde mit besonderem Status (commune à statut particulier) und die bisherigen Stadtgemeinden in Arrondissements umgewandelt. Die Arrondissements haben keine definierten Hauptorte mehr.

## Bevölkerung
Bei der Volkszählung 2012 hatte Baban Tapki 2062 Einwohner, die in 334 Haushalten lebten. Bei der Volkszählung 2001 betrug die Einwohnerzahl 1549 in 279 Haushalten und bei der Volkszählung 1988 belief sich die Einwohnerzahl auf 1605 in 293 Haushalten.

## Wirtschaft und Infrastruktur
Durch Baban Tapki verläuft die 980,9 Kilometer lange Nationalstraße 11 zwischen Algerien und Nigeria. Es gibt eine Schule im Dorf. Mit einem Centre de Santé Intégré (CSI) ist ein Gesundheitszentrum vorhanden. Ein von der Europäischen Union finanziertes digitales Gemeinschaftszentrum wurde 2022 eröffnet.